# Одиньи
Одиньи́ (фр. Audigny) — коммуна во Франции, находится в регионе Пикардия. Департамент коммуны — Эна. Входит в состав кантона Гиз. Округ коммуны — Вервен.
Код INSEE коммуны — 02035.

## Население
Население коммуны на 2010 год составляло 265 человек.
| 1962 | 1968 | 1975 | 1982 | 1990 | 1999 | 2010 |
| ---- | ---- | ---- | ---- | ---- | ---- | ---- |
| 359  | 326  | 224  | 193  | 214  | 207  | 265  |

## Экономика
В 2010 году среди 154 человек трудоспособного возраста (15—64 лет) 121 были экономически активными, 33 — неактивными (показатель активности — 78,6 %, в 1999 году было 67,2 %). Из 121 активных жителей работали 106 человек (61 мужчина и 45 женщин), безработных было 15 (8 мужчин и 7 женщин). Среди 33 неактивных 9 человек были учениками или студентами, 9 — пенсионерами, 15 были неактивными по другим причинам.